# عدنان أبو عامر
هو الدكتور عدنان عبد الرحمن أبو عامر

## المؤهلات العلمية
حصل الدكتور عدنان أبو عامر على
- شهادة الدكتوراة في التاريخ السياسي من جامعة دمشق.
- شهادة الماجستير في التاريخ من الجامعة الإسلامية بغزة.
- شهادة البكالوريوس في التاريخ من الجامعة الإسلامية بغزة.

## اللـغـات
يجيد الدكتور أبو عامر عدة لغات هي : - اللغة الإنجليزية - اللغة العبرية

## الخبرة العملية

### الخبرة الأكاديمية
- عمل محاضراً لمساق «دراسات في القضية الفلسطينية» في الجامعات الفلسطينية: الجامعة الإسلامية - جامعة فلسطين - جامعة الأمة - الأكاديمية الأمنية.
- عميد كلية الآداب، ورئيس قسم الصحافة والإعلام في جامعة الأمة للتعليم المفتوح.
- الإشراف ومناقشة عدد من رسائل الماجستير في عدد من الجامعات الفلسطينية، من أبرزها:
- صورة فلسطين في صحيفة الفتح المصرية 1926-1947
- المنظمات العسكرية والأمنية الصهيونية في فلسطين 1897-1920
- تاريخ الحركة الصهيونية التصحيحية 1897-1948
- تجربة حماس في الحكم 2006-2012
- القوى الدينية اليهودية في فلسطين 1902-1948
- التاريخ السياسي لأحمد الشقيري في فلسطين

### الخبرة البحثية
- تحرير الشئون الإسرائيلية في عدد من الصحف والمجلات الدورية.
- الكتابة الدورية في بعض المواقع الإخبارية: الجزيرة.نت ، إسلام أون لاين ، صحيفة الرسالة ، صحيفة فلسطين.
- البحث والترجمة لدى عدد من مراكز الأبحاث الفلسطينية والعربية، وإعداد الدراسات والأبحاث وترجمتها، من اللغة العبرية ذات الصلة بالصراع العربي الإسرائيلي، بصورة غير متفرغة.

### المؤلفات التاريخية والسياسية
نشر عدد من الكتب حول قضايا ذات صلة بالتاريخ المعاصر للقضية الفلسطينية، والصراع العربي الإسرائيلي :
- الحركة الإسلامية في قطاع غزة 1967-1987 - مركز الإعلام العربي –القاهرة
- الجذور التاريخية للصراع على المياه في فلسطين - مركز باحث للدراسات - بيروت
- الانتهاكات الإسرائيلية لحقوق الإنسان في قطاع غزة - المركز العربي للبحوث - غزة
- دحر المقاومة للاحتلال الإسرائيلي عن قطاع غزة - مركز باحث للدراسات - بيروت
- السياسة الإسرائيلية في مدينة القدس - المركز العربي للدراسات الإنسانية - القاهرة
- قراءات في فوز حماس في الانتخابات التشريعية - مركز اليمان للإعلام - غزة
- الموقف الإسرائيلي من قضية اللاجئين - تجمع العودة - بيروت
- ثغرات في جدار الجيش الإسرائيلي - مركز الزيتونة للدراسات والاستشارات - بيروت
- حدث في مثل هذا اليوم في التاريخ الفلسطيني - مؤسسة العودة - دمشق
- الإعلام الإسرائيلي.. السلاح الأمضى في المعركة - المركز العربي للدراسات الإنسانية - القاهرة

### الترجمة من اللغة العبرية
ترجم العديد من المنشورات من اللغة العبرية إلى العربية وهي :
- المطلوب إحداث ثورة في الجيش الصهيوني، مركز باحث-بيروت
- موسوعة ألف يهودي في التاريخ الحديث- مؤسسة فلسطين للثقافة-دمشق
- دروس مستخلصة من الحرب الإسرائيلية على لبنان- مركز الزيتونة للدراسات-بيروت
- المخابرات الإسرائيلية...إلى أين؟ مركز باحث للدراسات- بيروت
- رؤى إسرائيلية للحرب على غزة- مركز دراسات الشرق الأوسط- عمان.
- قراءات إستراتيجية إسرائيلية- مركز الزيتونة للدراسات- بيروت.
- الإستراتيجية العسكرية الإسرائيلية في مواجهة حروب العصابات- مركز باحث-بيروت

### مؤتمرات علمية
شارك في العديد من المؤتمرات العلمية منها :
- آفاق التجارة والتمويل في فلسطين، الجامعة الإسلامية.
- الذكرى السنوية لوفاة الرئيس ياسر عرفات، نظمته جامعة الأقصى.
- قطاع غزة بعد الانسحاب الإسرائيلي، الجامعة الإسلامية.
- قضايا الحل النهائي في المفاوضات مع الإسرائيليين، مركز التخطيط الفلسطيني.
- واقع ومستقبل البحث العلمي في مؤسسات التعليم العالي، اتحاد الجامعات العربية.
- قراءات استشرافية لمستقبل الدولة الفلسطينية، جامعة الخليل.
- قضية اللاجئين الفلسطينيين في ظل الربيع العربي، مركز الجزيرة للدراسات.
- الإسلاميون والحكم..تجارب واتجاهات، المركز العربي للدراسات وأبحاث السياسات.
- صعود الإسلاميين في الوطن العربي ما بعد الثورات، مركز الزيتونة للدراسات.

### دراسات منشورة في دوريات وسياسية
له العديد من الدراسات التي نشرت في عدد من الدوريات السياسية المعروفة وهي :
- رؤية قانونية نقدية لوثيقة جنيف، مجلة مركز باحث للدراسات، بيروت، يناير 2004.
- حزب الاستقلال العربي، النشأة التاريخية والممارسة السياسية، الجامعة الإسلامية، حزيران 2006.
- الخطاب السياسي لحكومة حماس، مجلة تسامح، مركز رام الله لحقوق الإنسان، أبريل 2006.
- الإسرائيليون ومرحلة ما بعد عرفات، مجلة مركز باحث للدراسات، بيروت، ديسمبر 2004.
- دور المقاومة في الانسحاب الإسرائيلي من قطاع غزة، السياسة الدولية، القاهرة، أكتوبر 2006.
- الآثار العسكرية والأمنية للحرب الإسرائيلية على لبنان، مركز باحث، بيروت، سبتمبر 2006.
- قدرات حماس العسكرية خلال الحرب على غزة- السياسة الدولية، القاهرة، أبريل 2009.
- تطور المقاومة الفلسطينية الشعبية والمسلحة- الجامعة الإسلامية، ديسمبر 2010.
- الإستراتيجية الإسرائيلية تجاه حماس وحزب الله- مركز الجزيرة للدراسات
- مستقبل علاقات حماس مع إيران - معهد العربية للدراسات والتدريب.
- الدولة الإسلامية في فلسطين من حماس إلى الجهادية السلفية- مجلة سياسات.
- الموقف التركي من القضية الفلسطينية- مركز الجزيرة للدراسات.
- الحركة الإسلامية في إسرائيل..المواقف والعلاقات – الجامعة الإسلامية.
- تحولات الموقف الإسرائيلي من الأحداث السورية- مجلة تسامح

### المشاركة في مشروعات بحثية
شارك في عدد من المشروعات البحثية وهي :
- إسرائيل ومؤشرات التراجع، المركز العربي للدراسات الإنسانية، التقرير الاستراتيجي، القاهرة.
- أثر انتفاضة الأقصى على الكيان الصهيوني- مركز باحث للدراسات- بيروت.
- تجربة حماس في الحكم والعلاقة مع إسرائيل- مركز الزيتونة للدراسات-بيروت.
- العدوان الإسرائيلي على غزة- مركز الزيتونة للدراسات- بيروت.
- إستراتيجية المقاومة الشاملة..ضرورة سياسية. مركز الإعلام العربي- القاهرة
- الفكر السياسي لحركة حماس- دار بلوتو- لندن، ومركز الزيتونة- بيروت
- الحركات الإسلامية في الوطن العربي، مركز دراسات الوحدة العربية

## وصلات خارجية
- صفحة الدكتور على موقع الفيس بوك  على فيسبوك.
- صفحة الدكتور على موقع تويتر
- صفحة الدكتور على موقع الجزيرة.نت
- صفحة مقالات الدكتور في مجلة البيان
- صفحة مقالات الدكتور في صحيفة التغيير
- صفحة كتب الدكتور في موقع جود ريدز
- الحركة الإسلامية في قطاع غزة 1967-1987
- الجذور التاريخية للصراع على المياه في فلسطين
- الانتفاضة الفلسطينية الكبرى في قطاع غزة
- دحر المقاومة للاحتلال الإسرائيلي عن قطاع غزة
- 5-	السياسة الإسرائيلية في مدينة القدس
- الموقف الإسرائيلي من قضية اللاجئين
- الإعلام الإسرائيلي.. السلاح الأمضى في المعركة
- المطلوب إحداث ثورة في الجيش الصهيوني (ترجمة)
- موسوعة ألف يهودي في التاريخ الحديث (ترجمة)
- دروس مستخلصة من الحرب الإسرائيلية على لبنان (ترجمة)
- عالم الاستخبارات الصهيونية...إلى أين؟ (ترجمة)
- قراءات إستراتيجية إسرائيلية (ترجمة)
- بعض مؤلفات الدكتور